# Bazèga
Bazèga är en provins i Burkina Faso.   Den ligger i regionen Centre-Sud, i den centrala delen av landet, 50 kilometer söder om huvudstaden Ouagadougou. Antalet invånare är 242 054. Arean är 3 963 kvadratkilometer.
Följande samhällen finns i Bazèga:
- Kombissiri
- Doundouni
- Vossé
- Kounda
- Séguédin
- Toanga
- Konioudou
- Koukoulou
- Bonogo
- Ouarmini
- Koumsaga
- Koassa
- Dassamkandé
- Kierma
- Toudou
- Bissiri
- Guirgo
- Kougpaka
- Koagma
- Pibsé
- Bélégré
- Tandaga
- Kouri
- Baramini
- Damkiéta
- Bonkoré
- Tengandogo
- Toundou
- Koulpelga
- Doulougou
- Diépo
- Goumsa
- Dawélgué
- Komtigré
- Manéguessoumbo
- Komtenga